# Thiersee
Thiersee – gmina w zachodniej Austrii, w kraju związkowym Tyrol, w powiecie Kufstein. Według Austriackiego Urzędu Statystycznego liczyła 2871 mieszkańców (1 stycznia 2015).